# Elizabeth S. Russell
Pour les articles homonymes, voir Russell.
Elizabeth Shull Russell (1er mai 1913 - 28 mai 2001), également connue sous le nom de "Tibby" Russell, est une biologiste américaine spécialisée dans la génétique du développement des mammifères. Elle passe la majeure partie de sa carrière au Jackson Laboratory de Bar Harbor, dans le Maine. Elle est surtout connue pour ses travaux novateurs sur la pigmentation, les cellules sanguines et les cellules germinales. Elle a également sensibilisé le public aux avantages des animaux de laboratoire génétiquement définis dans la recherche biomédicale.

## Biographie

### Enfance et formation
Elizabeth Russell naît Elizabeth Buckley Shull à Ann Arbor, dans le Michigan. Elle est l'aînée des enfants de Margaret Jeffrey Buckley et d'Aaron Franklin Shull, tous deux zoologistes, et la nièce de George H. Shull, un éminent généticien. Elizabeth est fascinée par la science et la démarche scientifique dès son plus jeune âge, ce qui la conduit à étudier la zoologie à l'université du Michigan, dont elle sort diplômée en 1933. Après avoir reçu une bourse de l'université Columbia et obtenu sa maîtrise en 1934, elle part travailler à l'université de Chicago, où elle obtient son doctorat en zoologie en 1937, et épouse un autre étudiant, William L. Russell, la même année.

### Carrière et vie personnelle
Le couple déménage pour travailler au Jackson Memorial Laboratory, mais son poste n'était pas rémunéré. Elizabeth Russell commence à étudier la tumorogenèse chez les drosophiles (Drosophila melanogaster). Elle a deux publications et quatre enfants entre les années 1940 et 1946 (trois garçons, Richard, John et James, et une fille, Ellen) Le surnom Tibby lui vient de son mari, car ils travaillaient dans un laboratoire avec plusieurs autres femmes nommées Elizabeth.
En 1947, le mariage d'Elizabeth Russell se termine par un divorce, mais elle garde une bonne relation avec son ex-mari. Plus tard cette année-là, le Jackson Memorial Laboratory brûle, tuant la majorité des animaux de recherche. Elizabeth est alors chargée d'obtenir de nouvelles souris auprès de laboratoires du monde entier.

### Principaux travaux
Elizabeth Russell poursuit la caractérisation génétique de nombreux animaux de laboratoire pour des phénotypes tels que les attributs physiques et les susceptibilités aux maladies, en achevant une étude histologique monumentale sur l'effet que les principales mutations de la couleur du pelage de la souris ont sur les attributs physiques et la distribution des granules de pigment dans les poils. Cette analyse est la première tentative de définir chaque phénotype de la souris en termes de facteurs génétiques, ouvrant la voie à pratiquement toutes les études sur la couleur du pelage.

## Reconnaissance et récompenses
Elizabeth Russell est membre du conseil consultatif du National Institute on Aging pendant cinq ans. Elle est élue membre de l'Académie américaine des arts et des sciences en 1956 et membre de l'Académie nationale des sciences en 1972. En 1978, elle est nommée par le secrétaire à la santé, à l'éducation et au bien-être pour coprésider un comité chargé d'évaluer les besoins futurs en chercheurs biomédicaux. Elle reçoit une bourse Guggenheim en 1958 et, en 1983, elle est nommée l'une des dix femmes exceptionnelles du nord et de l'est du Maine. La même année, elle est élue à l'American Philosophical Society. Elle reçoit, entre autres, le Woman of Achievement Award du Westbrook College en 1985, et le Maryann Hartman Award de l'université du Maine en 1990, ainsi que des diplômes honorifiques de plusieurs collèges du Maine. En 1991, elle est élue au Maine Women's Hall of Fame. Elle est également membre du conseil d'administration de l'université du Maine (1975-83), du College of the Atlantic (1977) et de Associated Universities, Inc. (1977-83).